# Шеман Вільгот
Девід Гарольд Вільґот Шеман (швед. Vilgot Sjöman; 1924 Стокгольм — 2006, там же) — шведський кінорежисер, сценарист і письменник.

## Біографічні відомості
Навчався в Стокгольмському університеті. З 1948 року виступав як театральний і літературний критик в газетах. Працював асистентом у режисера Інгмара Бергмана.
У 1962 році поставив свій перший фільм «Коханка» (Бібі Андерссон і Макс фон Сюдов), героїня якого полягає в любовному зв'язку з двома чоловіками. У другому його фільмі «491» (1964) група молодих людей піддає повію різним приниженням.
Скандальної популярності набула його дилогія з Лєною Нюман в головній ролі — «Я допитлива — фільм у жовтому» (1967) і «Я допитлива — фільм у синьому» (1968) — про студентку, яка бере інтерв'ю у різних людей (серед них — Улоф Пальме, Мартін Лютер Кінг, Євген Євтушенко). Через сцени порнографічного характеру фільм був заборонений до показу в США.
Невдовзі після його смерті шведський апеляційний суд підтримав рішення про те, що шведський телевізійний мовник TV4 завдав шкоди «художній цілісності» робіт його та його колеги-режисера Клаеса Еріксона, вставляючи рекламні паузи в трансляції їхніх фільмів без їхньої згоди. 2003 року він був нагороджений премією Інгмара Бергмана за ведення цієї судової справи.

## Фільмографія
Режисер-постановник:
- Älskarinnan (1962, сценарист)
- Ingmar Bergman gör en film (1963, документальний)
- «Сукня» /Klänningen (1964)
- «491» (1964, співсценарист)
- «Ліжко для брата і сестри 1782» (1966, співсценарист)
- «Я допитлива — фільм у жовтому» (1967, сценарист)
- «Я допитлива — фільм у синьому» (1968, сценарист)
- Ni ljuger (1969, співсценарист)
- Lyckliga skitar (1970, співсценарист)
- Fallgropen (1989, сценарист) та ін.